# Sorex gaspensis
Sorex gaspensis är en däggdjursart som beskrevs av Anthony och Candice M. Goodwin 1924. Sorex gaspensis ingår i släktet Sorex och familjen näbbmöss. Inga underarter finns listade i Catalogue of Life.
Denna näbbmus blir med svans 95 till 127 mm lång och svansens längd är cirka 50 mm. Den väger 2,2 till 4,3 g och kännetecknas av en smal kroppsform och ett smalt huvud. Pälsen har en grå färg med en något ljusare undersida. Jämförd med Sorex dispar är pälsen ljusare och bakfötterna är i jämförelse till bålen större.
Arten förekommer i östra Kanada i New Brunswick och Nova Scotia. Den godkänns inte av IUCN. Där listas taxonet som synonym till Sorex dispar.
Födan utgörs av ryggradslösa djur som spindlar, daggmaskar och insektslarver. Allmänt antas att levnadssättet är lika som hos andra släktmedlemmar.